# الخطوط العريضة للأرصاد الجوية

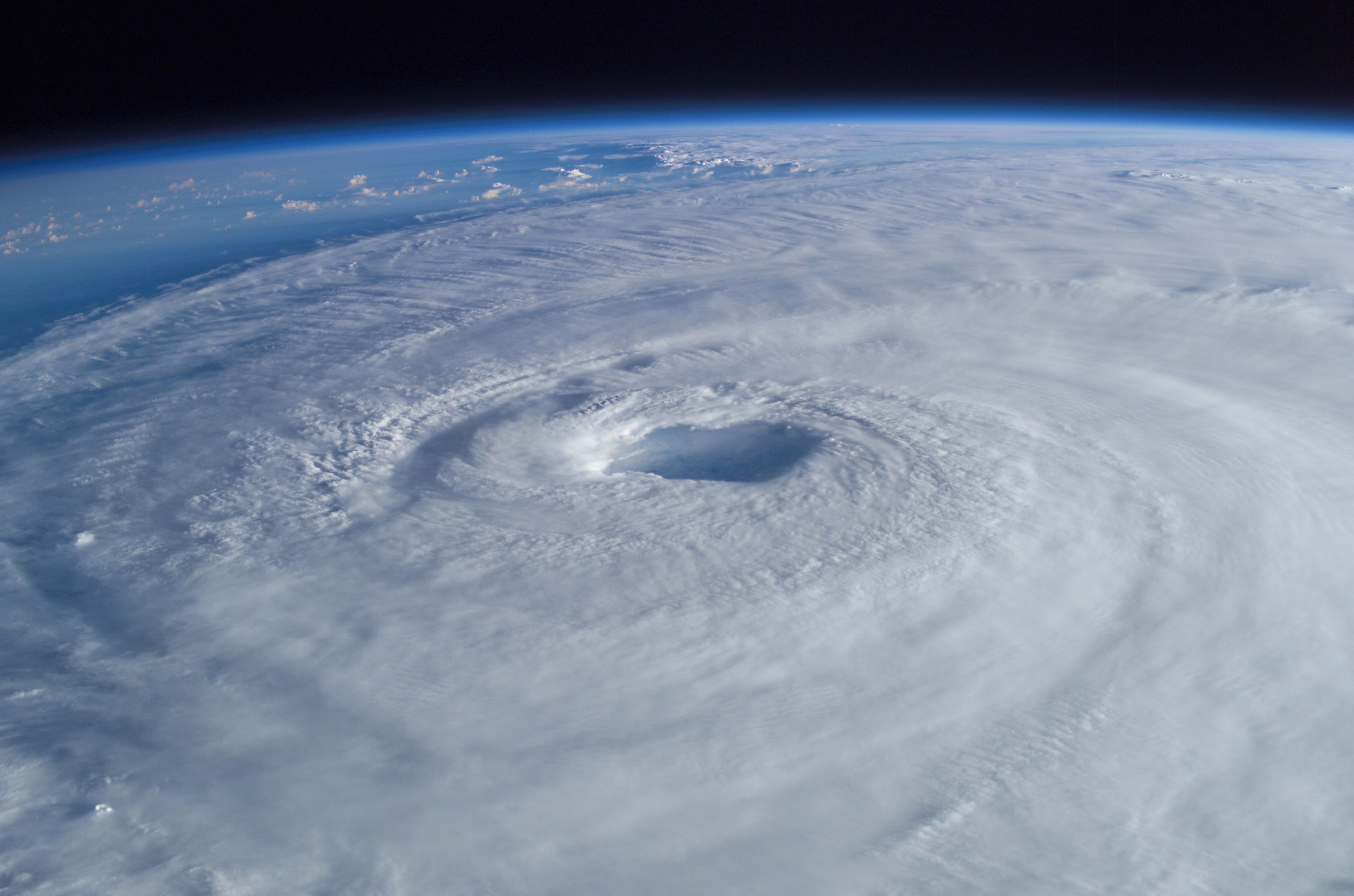
عين الإعصار إيزابيل من محطة الفضاء الدولية، 15 سبتمبر، 2003.

فيما يلي الخطوط العريضة التي تعطي ملخصاً لعلم الأرصاد الجوية:
علم الأرصاد الجوية هو دراسات علمية متعددة التخصصات للغلاف الجوي، توضّح وتشرح وتتوقع أحداث الطقس. للأرصاد الجوية تطبيقات في العديد من المجالات، كالعسكرية وإنتاج الطاقة والنقل والزراعة والبناء.

## جوهر الأرصاد الجوية
علم الأرصاد الجوية
- مناخ: متوسط وتقلبات الطقس في منطقة ما، على مدى فترات زمنية طويلة.
- علم الأرصاد الجوية: دراسة علمية متعددة التخصصات للغلاف الجوي تركز على العمليات الجوية والتوقع الجوي (على عكس علم المناخ).
- طقس: مجموعة من جميع الظواهر في منطقة جوية معينة في وقت معين.

## فروع علم الأرصاد الجوية
- الأرصاد الجوية الدقيقة  دراسة الظواهر الجوية على نطاق 1 كم أو أقل، وهو أصغر من مقياس النظام الوسطي، ويتضمن «نفث» السحابة الصغيرة والعابرة وغيرها من ميزات السحب الصغيرة
- علم الأرصاد متوسط الشمول  دراسة نظم الطقس على نطاق يتراوح بين حوالي 5كم إلى عدة مئات من الكيلومترات، لكن أصغر من أنظمة النطاق السينوبتيكي، وأكبر من أنظمة الركام المجهري ونطاق العواصف، مثل النسيم البحري، وخطوط العواصف الثلجية، ومجمعات الحمل الحراري المتوسطة.
- علم الأرصاد الإجمالي  مقياس طول أفقي بتدريج 1000 كم (حوالي 620 ميلاً) أو أكثر

## الأساليب
- تحليل الطقس السطحي  نوع خاص من خرائط الطقس التي تعطي عرضاً لعناصر الطقس في منطقة جغرافية معينة في وقت محدد بناءً على معلومات من محطات الطقس الأرضية.

### التنبؤ الجوي
التوقع الجوي: تطبيق العلم والتكنولوجيا للتنبؤ بحالة الغلاف الجوي لفترة مستقبلية وموقع معين

#### جمع البيانات
- Pilot Reports

#### خرائط الطقس
خريطة الطقس
- تحليل الطقس السطحي

#### التنبّؤ والتقارير
تتضمن التنبؤ بـ:
- ضغط جوي
- درجة تكثف
- مرتفع جوي
- جليد
  - جليد أسود
  - صقيع
- منخفض جوي
- هطول
- درجة حرارة
- جبهة هوائية
- تبريد الرياح
- اتجاه الريح
- سرعة الرياح

## الأدوات والمعدّات
- مقياس الريح: جهاز يُستخدم لقياس سرعة الرياح؛ يُستخدم في محطات الطقس
- راسم الضغط الجوي  مقياس لا سائلي، يسجّل الضغط الجوي بمرور الوقت ويُنتج مخططاً رسومي على الورق أو على رقاقة معدنية يسمى باروغرام.
- مقياس ضغط جوي: أداة تستخدم لقياس الضغط الجوي إما باستخدام الماء أو الهواء أو الزئبق؛ تفيد للتنبؤ بالتغيّرات قصيرة الأمد في الطقس.الطمر

- منطاد كشاف:بالون، يتحرك بمعدل صعود معروف، يُستخدم لقياس ارتفاع قاعدة السحب خلال النهار.
- جهاز عرض سقفي: جهاز يستخدم مع جهاز لوح المهداف لقياس ارتفاع قاعدة الغيوم.
- مسجل ارتفاع السحاب: جهاز يستخدم الليزر أو أي مصدر ضوء آخر لقياس ارتفاع قاعدة الغيوم.
- نظارات محول الظلام: نظارات بلاستيكية شفافة ذات لون أحمر، تُستخدم إما لتكييف العيون للرؤية في الظلام أو للمساعدة في تحديد الغيوم أثناء سطوع الشمس أو الوهج الناتج عن الثلوج.
- دسدروميتر: أداة تستخدم لقياس حجم قطرات المطر، التوزيع، وتسارع السقوط، والماء الجوي
- مقياس الحقل الكهربائي: أداة تُستخدم لقياس قوة المجالات الكهربائية في الغلاف الجوي بالقرب من الغيوم الرعدية.
- جهاز قياس الرطوبة: أداة تستخدم لقياس الرطوبة في الجو.
- مؤشر تراكم الجليد:  قطعة من الألومنيوم تكون بشكل حرف L طولها 38 سم وعرضها 5 سم، تُستخدم للإشارة إلى تشكّل الجليد أو الصقيع أو وجود مطر جليدي أو رذاذ متجلد.
- ليدار: (LIght raDAR)  تقنية استشعار بصري عن بعد، تستخدم في فيزيائيات الغلاف الجوي (ومجالات أخرى)، تقيس خصائص الضوء المتناثر للحصول على معلومات عن حدف بعيد
- الكشف عن البرق: جهاز، أرضي أو متحرك أو فضائي، يكتشف البرق الناتج عن العواصف الرعدية.
- مقياس الكدر: أداة تُستخدم لقياس الجسيمات العالقة في سائل أو غاز. تُستخدم أجهزة قياس الكدر في طور المادة الغازي لتوفير معلومات عن الرؤية الجوية والوضاءة.
- مقياس سرعة السحاب: أداة لقياس ارتفاع الغيوم واتجاهها وسرعتها.
- مقياس الإشعاع السماوي: نوع من مقاييس الإشعاع الشمسي، يُستخدم في العديد من محطات الرصد الجوي لقياس الإشعاع الشمسي عريض النطاق.
- رادار الطقس
- مسبار لاسلكي: أداة تُستخدم في بالونات الطقس، تقيس مُعاملات الغلاف الجوي المختلفة وتنقلها إلى جهاز استقبال ثابت.
- ممطار: أداة تجمع وتقيس كمية الترسيب السائل خلال فترة زمنية محددة.
- مقياس الثلج: أداة تجمع وتقيس كمية الأمطار المتجمدة خلال فترة زمنية محددة
- SODAR (SOnic Detection And Ranging): أداة تُستخدم لقياس تشتت الموجات الصوتية عن طريق الاضطراب الجوي
- مقياس الإشعاع الشمسي: مقياس الإشعاع السماوي، أداة تُستخدم لقياس الإشعاع الشمسي المباشر والمنتشر
- صاروخ تجارب: صاروخ مداري فرعي، يحمل أدوات، مصمّم لأخذ القياسات وإجراء التجارب العلمية.
- قفص ستيفنسون: جزء من محطة الطقس القياسية، يحمي الأدوات من الهطول والإشعاع الحراري المباشر، في حين  يسمح للهواء بالدوران بحرية بذات الوقت.
- مسجل أشعة الشمس: أجهزة تستخدم لتحديد كمية أشعة الشمس في موقع معين.
- مسجل الرطوبة والحرارة: مسجل تخطيط يقيس ويسجل درجات الحرارة والرطوبة.
- مقياس الحرارة: جهاز يقيس درجة الحرارة وتدرّجها.
- بالون الطقس: بالون عالي الارتفاع، يحمل أدوات تستخدم المسبار اللاسلكي لإرسال معلومات عن الضغط الجوي ودرجة الحرارة والرطوبة.
- رادار الطقس: نوع من الرادارات، يُستخدم لتحديد موقع هطول الأمطار، ويسحب حركة الهطول ويُقدّر نوع المطر والثلج والبرد وما إلى ذلك، كما يتنبأ بموقع الهطول وشدته في المستقبل.
- دوارة الرياح: جهاز متحرك متّصل بجسم مرتفع كالسقف يوضح اتجاه الريح.
- كم الريح: أنبوب نسيجي مخروطي الشكل، مصمم لتحديد اتجاه الرياح وسرعتها النسبية
- محلل الرياح: أداة تَستخدم  الرادار أو السودار للكشف عن سرعة الرياح واتجاهها في الارتفاعات المختلفة

## تاريخ الأرصاد الجوية
المقالات الرئيسية: علم الأرصاد الجوية والخط الزمني لعلم الأرصاد الجوية
- توقع جوي  قبل اختراع أدوات الرصد الجوي، اعتمد تحليل الطقس والتنبؤ على التعرّف على الأنماط، والتي لم تكن موثوقة دائماً
- تاريخ تحليل الطقس السطحي  استخدم في البداية لدراسة سلوك العواصف، وتُستخدم الآن لشرح الطقس الحالي كووسيلة مساعدة للتنبؤ بالطقس على المدى القصير

## ظواهر جوية
- الضغط الجوي: مقدار الضغط في أي نقطة معينة في الغلاف الجوي للأرض.
- السحاب: كتلة مرئية من القطرات والبلورات المتجمدة التي تطفو في الغلاف الجوي فوق سطح الكوكب
- المطر: الهطول الذي تسقط فيه قطرات الماء المنفصلة إلى الأرض من الغيوم، وهو نتاج تكثيف بخار الماء في الغلاف الجوي.
- الثلج: هطول الأمطار على شكل جليد مائي بلوري، يتكون من العديد من رقاقات الثلج التي تسقط من الغيوم.

فوينكالينتي دي لا بالما
- مطر متجمد  عند تساقط الثلج من الغيوم وذوبانه بشكلٍ تمً أثناء الهطول، ثم مروره عبر طبقة من الهواء تحت التجمد ليصبح مبرداً بشكل فائق، عندها سيتجمد عند الارتطام مع أي جسم
- حبيبات جليدية  مصطلح يُستخدم في الولايات المتحدة وكندا لهطول الأمطار الذي يتكون من كرات ثلجية صغيرة شفافة، تكون عادةً أصغر من البَرَد
- إعصار استوائي  نظام العاصفة مع مركز الضغط المنخفض والعديد من العواصف الرعدية التي تنتج رياح قوية وأمطار غزيرة
- إعصار خارج استوائي  نظام طقس منخفض الضغط يحدث في خطوط العرض الوسطى للأرض، ولا يتمتع بخصائص استوائية أو قطبية
- جبهة هوائية  حد يفصل بين كتلتين هوائيتين ذات كثافات مختلفة؛ وهو السبب الرئيسي لظواهر الأرصاد الجوية
- منخفض جوي  منطقة يكون فيها الضغط الجوي أقل بالنسبة للمنطقة المحيطة
- عاصفة  أي حالة مضطربة من الغلاف الجوي وتعني بشدة الطقس القاسي
- فيضان  فائض من المياه التي تغمر الأرض؛ طوفان
- نوريستر  عاصفة واسعة النطاق على طول الساحل الشرقي للولايات المتحدة، سميت باسم الرياح التي من الشمال الشرقي
- ريح  تدفق الهواء أو الغازات الأخرى التي يتكون منها الغلاف الجوي، بسبب ارتفاع الهواء الساخن واندفاع الهواء البارد لاحتلال المساحة الخالية.
- درجة حرارة  خاصية فيزيائية تصف مفاهيمنا الشائعة للحرارة والبرودة
- Invest (meteorology)  منطقة يمكن أن تتطور فيها الأعاصير المدارية

### كوارث تتعلق بالطقس
- كوارث الطقس
- طقس متطرف
- قائمة الفيضانات
- قائمة الكوارث الطبيعية الأكثر فتكا حسب عدد القتلى
- قائمة الظواهر الجوية المتطرفة

## قادة علم الأرصاد الجوية

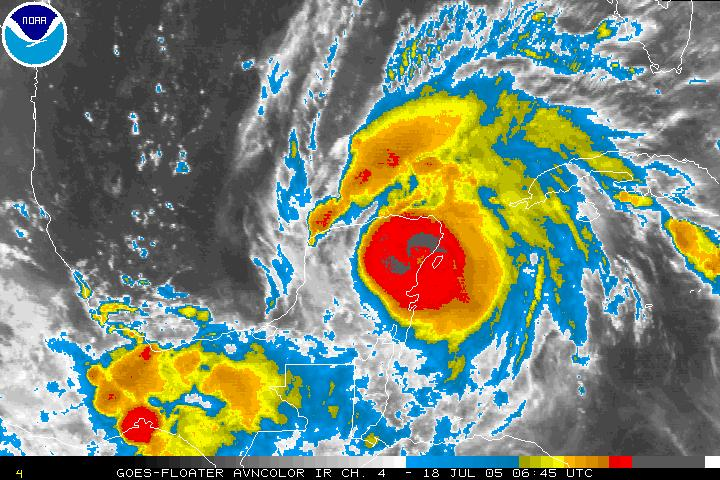
الإعصار إميلي يضرب المكسيكية شبه جزيرة يوكاتان في 17 تموز, 2005

- ويليام إم. غراي (تشرين الأول\أكتوبر 9, 1929 – نيسان\إبريل 16, 2016)  اضطلع بعمليات التنبؤ بالأعاصير منذ عام 1984
- فرانسيس غالتون (شباط\فبراير 16, 1822 – كانون الثاني\يناير 17, 1911)  موسوعي متعدد المعارف، استنبط أول خريطة للطقس، واقترح نظرية مضادات الأعاصير وكان أول من أنشأ سجلاً كاملاً للظواهر المناخية قصيرة المدى على نطاق أوروبي
- هيربرت سافير (آذار\مارس 29, 1917 – تشرين الثاني\نوفمبر 21, 2007)  كان مطورمقياس سافير-سيمبسون لقياس شدة الأعاصير
- روبرت سيمبسون (عالم أرصاد) (تشرين الثاني\نوفمبر 19, 1912 – كانون الأول\ديسمبر 18, 2014)  كان متخصصاُ في الأرصاد الجوية، ومتخصصاً في الأعاصير، وهو المدير الأول للمشروع القومي لأبحاث الأعاصير، والمدير السابق للمركز الوطني للأعاصير، وهو مطوّر مشارك لمقياس سافير-سيمبسون لشدة الأعاصير.